# Rhus rehmanniana
Rhus rehmanniana là một loài thực vật có hoa trong họ Đào lộn hột. Loài này được Engl. miêu tả khoa học đầu tiên.